# 4-ヒドロキシベンゾイルCoAレダクターゼ
4-ヒドロキシベンゾイルCoAレダクターゼ(4-hydroxybenzoyl-CoA reductase)は、次の化学反応を触媒する酸化還元酵素である。
ベンゾイルCoA + 酸化型フェレドキシン + H2O {\displaystyle \rightleftharpoons } 4-ヒドロキシベンゾイルCoA + 還元型フェレドキシン
反応式の通り、この酵素の基質はベンゾイルCoAと酸化型フェレドキシンと水、生成物は4-ヒドロキシベンゾイルCoAと還元型フェレドキシンである。
組織名はbenzoyl-CoA:acceptor oxidoreductaseで、別名に4-hydroxybenzoyl-CoA reductase (dehydroxylating), 4-hydroxybenzoyl-CoA:(acceptor) oxidoreductaseがある。